# Höllental (Frankenwald)
Das Höllental (bis 1900 Höllenthal) im Frankenwald ist der Abschnitt des Flusstales der Selbitz zwischen Hölle und Blechschmidtenhammer im Landkreis Hof im Nordosten Oberfrankens. Es steht unter Naturschutz. Seit Mitte der 2010er-Jahre wird eine Fußgängerbrücke über das Tal geplant, die Höllentalbrücke. Sie soll mit 1030 Metern zur längsten Brücke ihrer Art werden.

## Geographie

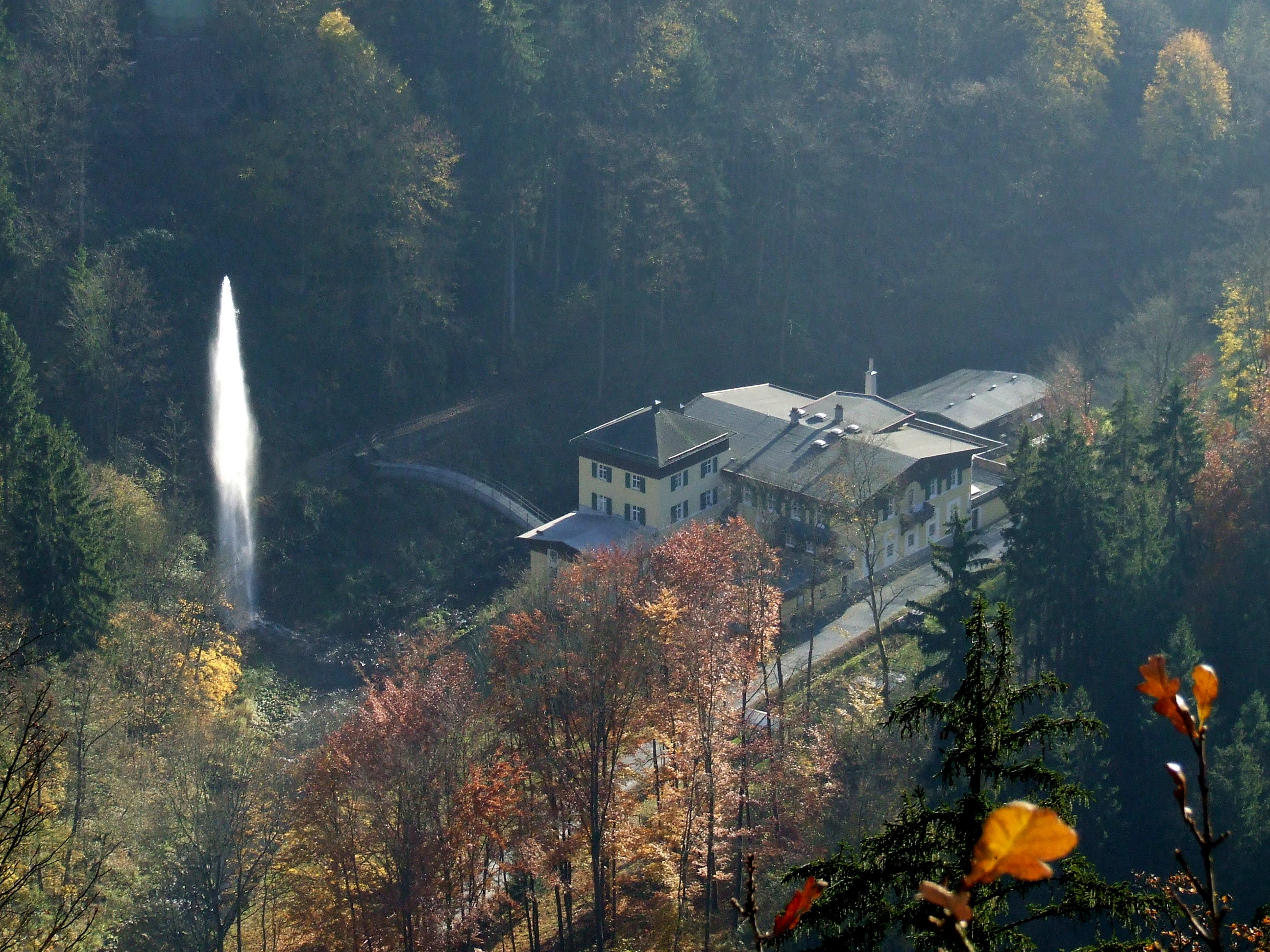
Kraftwerk Höllental mit Fontäne; die Rohrleitung zum Wasserturm ist über der Selbitz zu erkennen

Das enge Tal wird von der Selbitz durchflossen, die nach dem Ende des Höllentales die Grenze zwischen Bayern und Thüringen bildet. Vom Ende des Zweiten Weltkrieges bis zur Wiedervereinigung 1989 war die Grenze dort nicht passierbar. Das Höllental gehört geografisch zu den Gemeinden Lichtenberg, Issigau und Naila im Landkreis Hof in Bayern. Am westlichen Ufer der Selbitz verläuft die Höllentalstraße, eine Privatstraße, die für den Autoverkehr gesperrt ist. Sie kann aber als Rad- und Wanderweg genutzt werden. Der Frankenweg, ein Fernwanderweg, führt durch das Höllental und trifft am Talausgang bei Blankenstein auf den Rennsteig. Der Röhrensteig verläuft östlich der Selbitz am Berghang auf der Rohrleitung, der Wasserzuführung eines Kraftwerkes. Das Werk am nördlichen Ende des Höllentales erzeugt Strom mit dem Wasser der Selbitz, die am Taleingang im Süden mit einem Wehr aufgestaut wird.

## Geologie
Das Höllental ist ein in einem Diabasriegel von Süd nach Nord verlaufendes Durchbruchstal der Selbitz, die rund 1,5 km nördlich der 3350 m langen Engtalstrecke bei Blankenstein in die Saale mündet. Das zwei Millionen Jahre alte Kerbtal führt an dem mächtigen 170 m hohen Felskomplex König David (Hirschsprung: 85 m) in westlicher Richtung, um sich danach wieder nach Norden auszurichten und bei der Einmündung des Loh-Baches in einem Auengebiet auszulaufen. Sowohl die noch anhaltenden tektonischen Hebungsvorgänge als auch starker Spaltenfrost und Temperaturverwitterung in der Phase des Pleistozän lockerten das Gestein, fehlende Vegetationsdecken förderten die intensive mechanische Verwitterung an den Hängen. Wasserreiche Flüsse führten die durch Abspülung entstandenen Schuttmassen talwärts und erodierten heftig in die Tiefe, um das steilwandige und felsdurchsetzte Engtal zu bilden. Im Höllental hat die Selbitz mit 16 Promille ein hohes Gefälle von 480 m auf 427 m über NN, teils mit Stromschnellen, wie am Teufelssteg.
Vor circa 250 Millionen Jahren im Oberdevon lagerte sich Lava submarin in weichen Schlammbereichen und auf dem Meeresboden ab. Die Lava kühlte beim Kontakt mit Wasser extrem schnell ab. An der schnell abgekühlten Oberfläche bildet sich eine zähe, plastische Masse aus Gesteinsglas. Kennzeichnend für diesen submarinen Vulkanismus ist die kissenförmige Absonderung der Ergussgesteine, die sich als Kissenlava im Höllental darstellen. So entstanden bis zu 1000 m mächtige Diabaslager, die durch die variszische Gebirgsbildung im Karbonzeitalter auffalteten.

## Geotop und Vegetation
Das Tal ist vom Bayerischen Landesamt für Umwelt als Geotop 475R004 ausgewiesen. Siehe hierzu auch die Liste der Geotope im Landkreis Hof. Die Steinbrüche zum Diabas-Ausbau sorgten bereits zur Zeit des Bahnbaus für Proteste aus der Bevölkerung, weil sie als störende Eingriffe im wildromantischen Höllental empfunden wurden. Bereits 1934 wurden zwei Gebiete zwischen König David und Jungfernsteg, sowie zwischen Wehr und Hölle in einer Gesamtfläche von 14,9 Hektar unter Naturschutz gestellt. Das restliche Höllental wurde zunächst Landschaftsschutzgebiet. Die Natur im Höllental weist eine außergewöhnlich große Artenvielfalt auf. In dem klimatisch montan getönte Mittelgebirgstal kommen zahlreiche seltene und vom Aussterben bedrohte Farn- und Blütenpflanzen vor. Um das Selbitz-Tal mit ihren Auwaldbereichen und die naturnahen Laubmischwaldgesellschaften der Talhänge zu schützen, wurde das Höllental 1997 auf einer Fläche von 160 Hektar als Naturschutzgebiet ausgewiesen und ist heute Teil des europäischen FFH-Gebietes „Selbitz, Muschwitz und Höllental“. Bemerkenswert in pflanzengeographischer Hinsicht ist der trockenwarme reliktische Vegetationskomplex mit Resten einer anthropogen wenig beeinflussten Naturlandschaft am südexponierten Steilhang um „König David“ und „Hirschsprung“, wo der zonale Buchenwald seine standörtliche Trockenheitsgrenze erreicht und zahlreiche lichtbedürftige, trockenheitsertragende Farn- und Blütenpflanzenarten vorkommen.
Ein Großteil des heutigen Laubholz dominanten Bestands entstand ab der zweiten Hälfte des 19. Jahrhunderts im Zuge von Aufforstungsmaßnahmen nach dem Niedergang des Bergbaus, bis zu dieser Zeit waren im Höllental überwiegend Fichtenbestände verzeichnet. Größere Flächen im zentralen Vegetationskomplexes um „König David“ und „Hirschsprung“  waren bis ins 20. Jahrhundert baumlos. Im Bereich der Engtalstrecke der Selbitz, am Fuße des „Hirschsprungs“ bestehen die ausgedehntere Waldbestände aus der typischen Auenwaldgesellschaft des ostbayerischen Grundgebirges eines Hain-Sternmiere-Erlenwalds mit Eschen und Bruch-Weiden. An feuchten Steilhängen wachsen auf basen- und nährstoffreichen Böden und in Muldenlagen Edellaubholzwälder mit Berg- und Spitzahorn, Bergulme und Esche. Waldmeister-Buchenwälder haben mit einer Fläche von rund 23 ha eine ähnliche Ausdehnung wie Hainsimsen-Buchenwälder, sie kommen ausschließlich im Höllental vor. Die sechs getrennten Einzelflächen liegen überwiegend an ost-exponierten Hängen und sind zumeist umgeben von größeren Nadelholzbereichen.
Der Lebensraumtyp „Silikatfelsen mit Felsspaltenvegetation“ ist in Nordbayern nur im Höllental zu finden und verteilt sich dort auf zehn Einzelflächen mit zusammen 1,04 ha. Typisch sind hier wertvollen Arten wie der Nordische Streifenfarn, das Steinbrech-Habichtskraut und ein großes Vorkommen der Pfingstnelke. Außerhalb des Höllentals gibt es in Nordostbayern anscheinend keine weiteren Vorkommen des Blassen Habichtskrauts, des Rostroten Wimperfarns, der Wiesenschaumkresse, des Hügel-Weidenröschen und des Blassen Schwingels (Festuca pallens). Das warme Lokalklima und die basenreichen Diabasböden ermöglichen im Höllental das Gedeihen zahlreicher, im Frankenwald seltener Pflanzen, wie Erbsen-Wicke, Echtes Salomonssiegel, Gewöhnliche Zwergmispel, Pfirsichblättrige Glockenblume und Gemeiner Wirbeldost.
Das kühl-feuchte „Kellerklima“ der unteren Hangpartien und der Selbitzaue des Höllentals und der hohe Basengehalt (Feldspäte, Carbonateinlagerungen) des Diabasgesteins begünstigt eine montane hygrophile Moosflora bereits in verhältnismäßig geringer Meereshöhe, wie Gedrehtfrüchtiges Glockenhutmoos, Gemeines Rotblattmoos, Glattes Neckermoos, Plagiochila porelloides, Tortella tortuosa und dem in alpinen Großen Bandmoos. Von den hygrophilen montanen Flechten sind zwei spezialisierte ökologisch seltene Gruppen beachtlich. Aspicilia caesiocinerea, Staurothele cf. fissa, Dermatocarpon weberi und Verrucaria laevata wachsen als „Amphibische Flechten“ im Spritzwasserbereich und benötigen unverbaute Gewässer und sauberes Wasser. „Xerophile Silikat-Krustenflechten“ wachsen im Höllental „vollbesonnt“ auf Oberflächen größerer Felsen und auf Grobschutthalden, es handelt sich um die seltenen Arten Acarospora fuscata, Buellia sororia, Candelariella vitellina, Diploschistes scruposus, Huilia cinereoatra, Lasallia pustulata, Lecidia fuscoatra, L. fuscoatra, L. atra, Lecanora badia, L. Intricata, Parmelia conspersa, P. verruculifera, Rhizocarpon distinctum, R. geographicum, Umbilicaria hirsuta.

## Bergbau und Kraftwerk
Im Gebiet des Höllentals wurden seit dem 17. Jahrhundert in bis zu zwanzig Stollen Kupfer- und Eisenerze abgebaut, 1638 wurde erstmals der Rebecca-Stollen auf der Ostseite des Höllentals erwähnt. Später wurde der Friedrich-Wilhelm-Stollen im Lohbachtal zwischen Lichtenberg und Blechschmidtenhammer erschlossen. Alexander von Humboldt, der von 1792 bis 1797 als preußischer Bergbeamter für das Fürstentum Bayreuth den Bergbau und das Hüttenwesen technisch und ökonomisch reorganisierte, ließ den seit 1590 Jahren betriebenen Friedrich-Wilhelm-Stollen im Lohbachtal zwischen Lichtenberg und Blechschmidtenhammer ab 1793 zur Entwässerung der Lichtenberger Erzgruben und zum Auffinden weiterer Erzlagerstätten weiter vortreiben. Die Erzgruben und die angrenzenden Hammer- und Hüttenwerke, wie der Blechschmidtenhammer, wurden bis Mitte des 19. Jahrhunderts betrieben.
Nach der Stilllegung der Erzgruben, Hammer- und Hüttenwerke erwarb im Jahre 1885 der aus Sachsen stammende Unternehmer Anton Wiede von Königreich Bayern das Recht zur Wasserkraftnutzung im Höllental, er hatte 1883 auf dem Grundstück Rosenthal in nahen Blankenstein in Thüringen die Zellstoff- und Papierfabrik Rosenthal gegründet. 1886 entstanden das Wehr und eine erste Rohrleitung mit einem Durchmesser von 1,70 m zu der Holzschleiferei, die schließlich 1933 zum heutigen Wasserkraftwerk umgebaut wurde. Am rechten Ufer der Selbitz verlaufen die heute 1,60 m hohen Röhren, in denen auf einer Länge von 1855 m mit einem Gefälle von 37,4 m das Wasser vom Wehr bis zum Wasserturm und von dort in das Kraftwerk läuft. Die jetzige Rohrleitung besteht auf 1,3 km Länge aus starken Betonrohren, die letzten 400 m vor dem Wasserturm sind Kunststoffrohre von 1,5 m Durchmesser in die alten Eisenrohre eingeführt worden. Auf dem seit 2006 begehbaren Röhrensteig sind stellenweise die Oberflächen der Rohre zu erkennen. Vom Wasserturm am Ende der fast ebenen Rohrleitung führt eine Druckleitung über die Selbitz zu den Turbinen. Die Aufgabe des nach oben offenen Wasserturmes ist es, bei plötzlicher Abschaltung der Turbinen die große kinetische Energie der in der Rohrleitung fließenden Wassermenge abzubremsen. Dabei steigt das Wasser im Wasserturm mehrere Meter hoch. Diese Wassersäule baut die Energie ab und schützt somit die Rohrleitung vor zu großen Druck.
Die große Wasserkraft mit bis zu drei m³ Durchfluss pro Sekunde wurde zuerst zum Betreiben einer Holzschleiferei genutzt. Baumstämme wurden in großen Steinrädern zu Holzfasern als Rohstoff für die Wiedes Papierfabrik zerrieben. Bei dem Umbau 1933 wurden zwei Turbinen und ein Generator zur Stromerzeugung durch Wasserkraft installiert, die nach mehreren Überholungen noch heute in Betrieb sind. Die beiden Francis-Turbinen mit einem m³ und zwei m³ Durchfluss pro Sekunde treiben über eine Welle einen Generator mit der maximalen Leistung 900 kW (1224 PS) an, der Strom wird in das öffentliche Verbundnetz eingespeist. In den Sommermonaten ist an Sonn- und Feiertagen und bei ausreichendem Wasserstand eine 28 m hohe Wasserfontäne am Kraftwerk zu Demonstrationszwecken für Wanderer im Höllental in Betrieb.

## Mineralwasserquellen

Höllensprudel
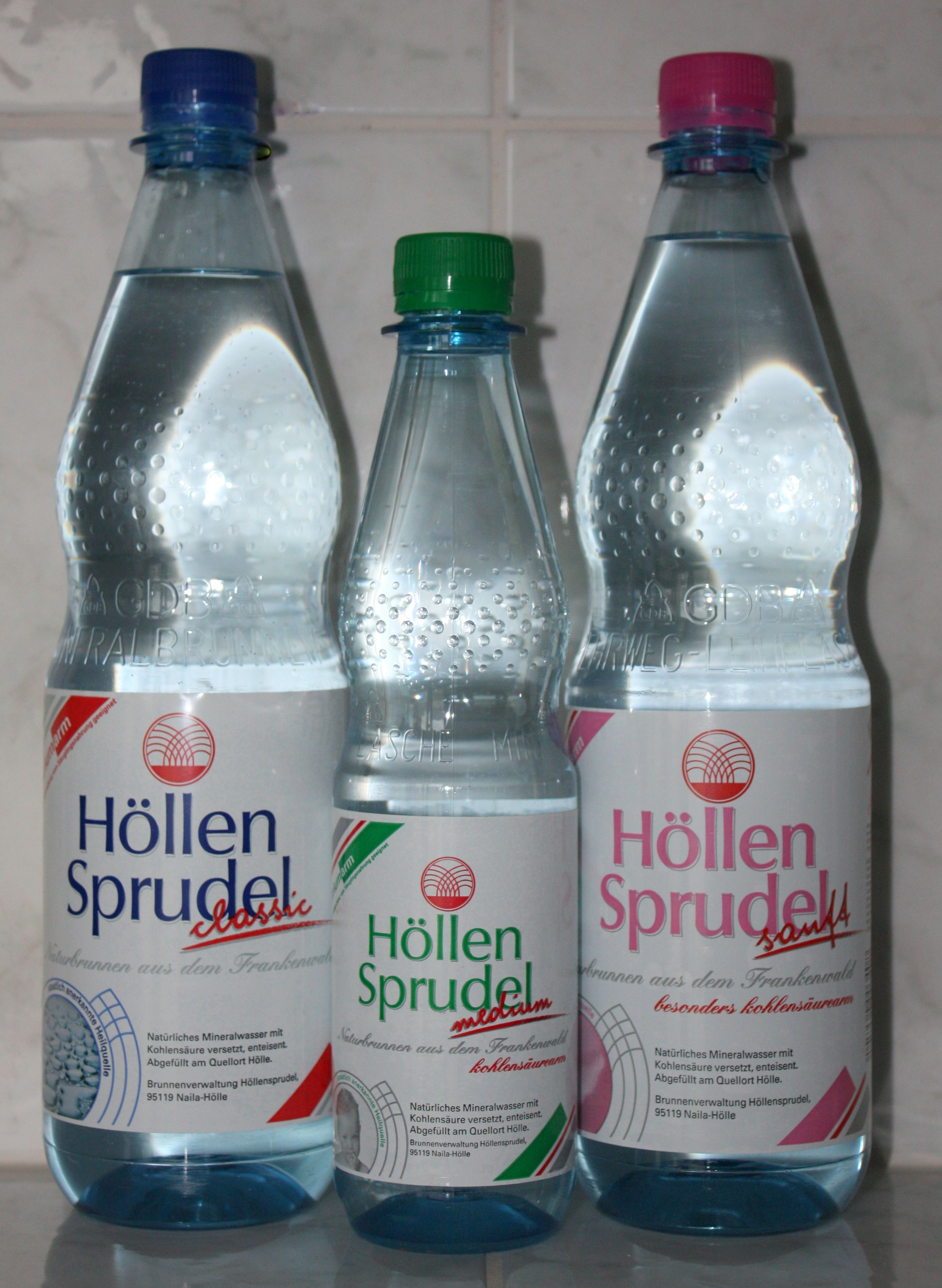
Höllensprudelflaschen
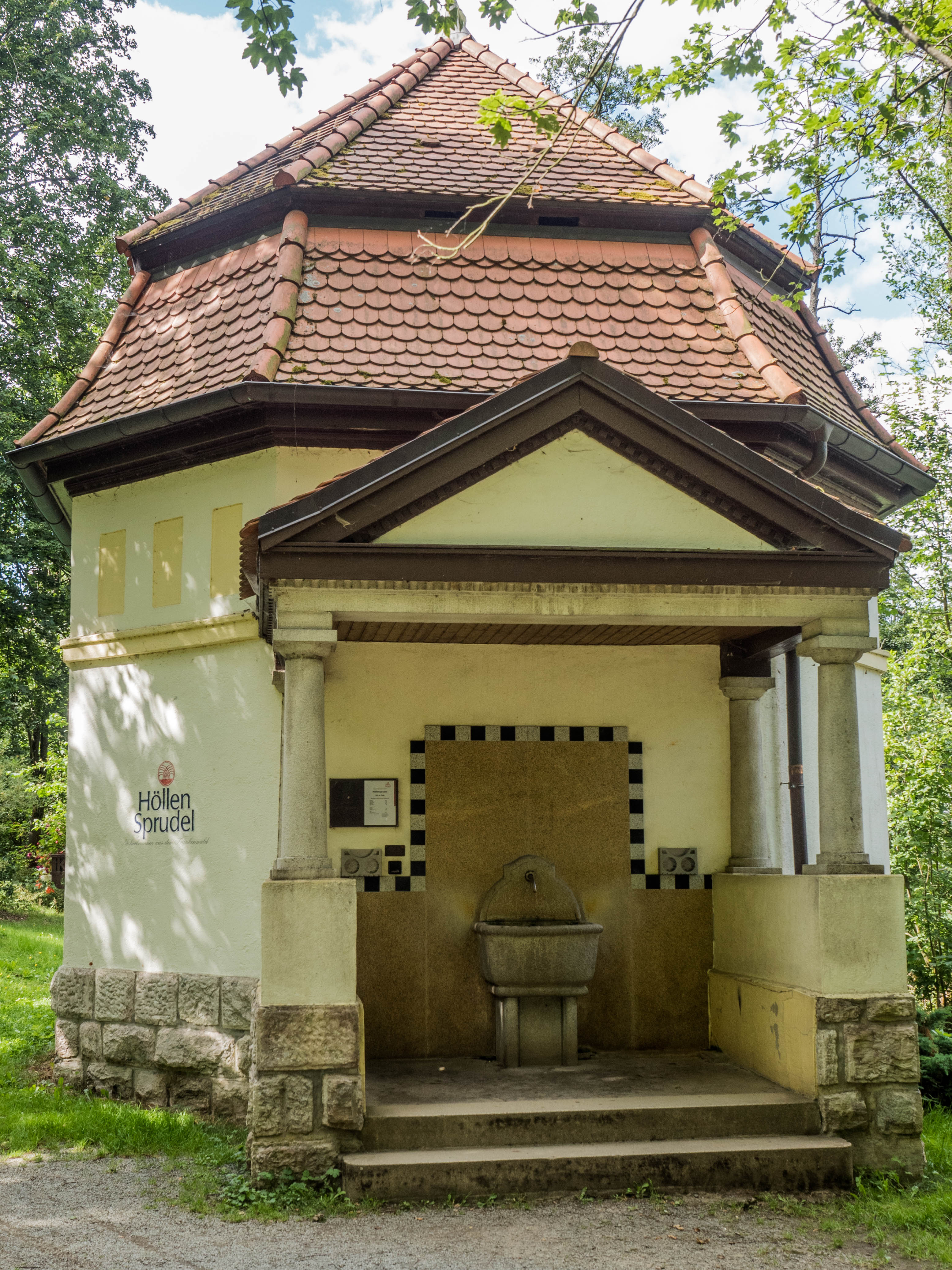
Höllensprudel Brunnenhaus
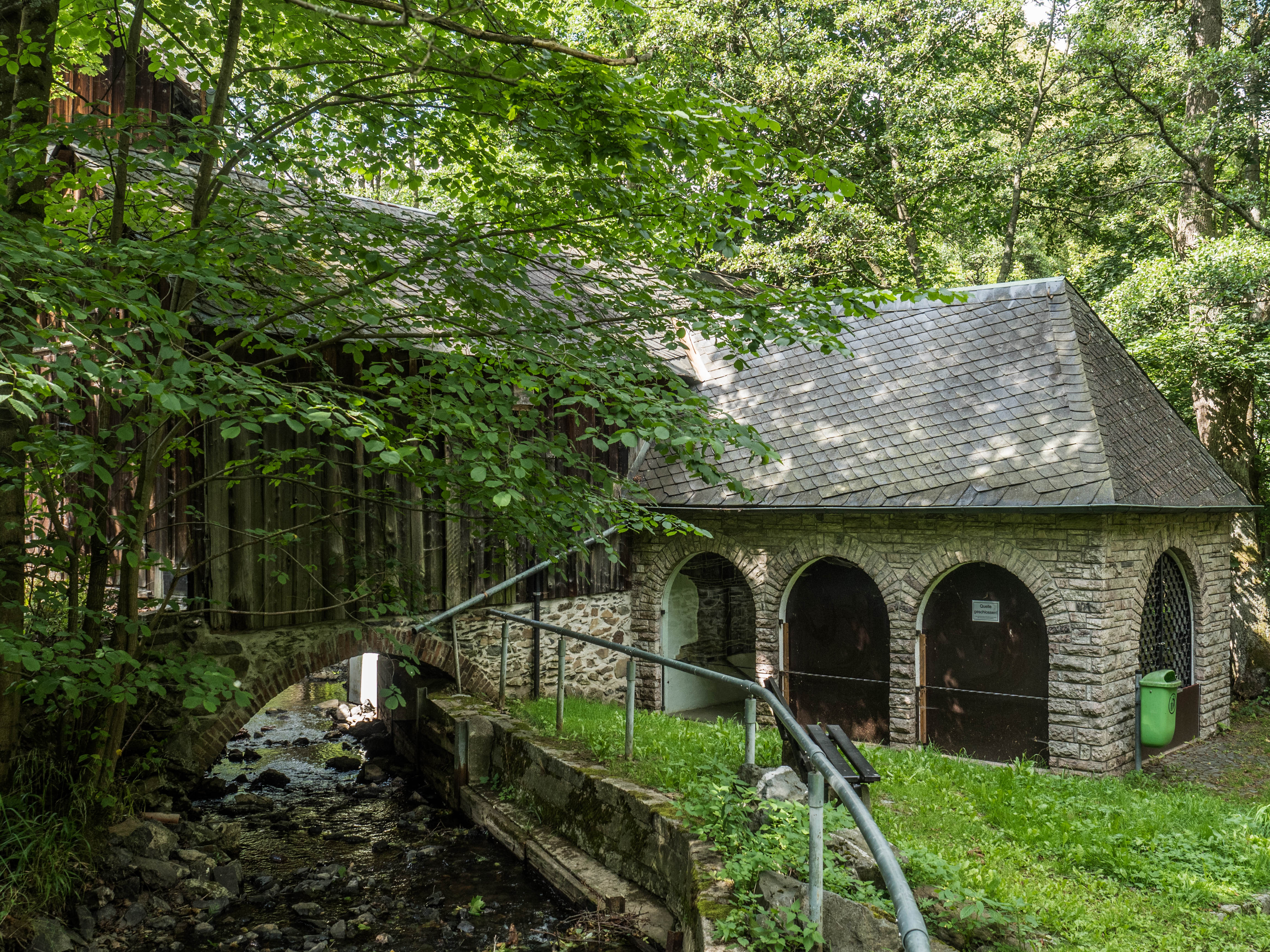
Ehemaliges zweites Höllensprudel Brunnenhaus

Die geologischen Gegebenheiten durch die vorherrschende Gesteinsart Diabas mit vulkanischem Ursprung in Hölle und des Höllentals verschafft Kohlensäuregas aus dem heißen Erdkern Zugang zu höheren Erdschichten, insbesondere in tief reichenden Bruchzonen. Das Höllental ist eine Bruchzone. Die Kohlensäure verbindet sich mit den ersten Wasserschichten, das kohlensäurehaltige Wasser löst Mineralien, Spurenelemente und Salze aus den Gesteinsschichten. Bei der Ortschaft Hölle am Eingang des Höllentales gibt es mehrere Sauerbrunnen, bereits 1692 wurden zwei Quellen beschreiben, die heute als Staatliche Heilquellen anerkannt sind. Fritz Wiede, einer der drei Söhne von Anton Wiede, ließ 1903 eine 262 m tiefe Bohrung durchführen und schuf damit eine der tiefsten Heilquellen Bayerns. Die Quellen wurden zunächst zur Gewinnung von natürlicher Quellkohlensäure genutzt, die an deutsche Brauereien verkauft wurde. Im Jahre 1907 begann man mit der Abfüllung und dem Vertrieb von Mineralwasser, es entstand das Erste bayerische Kohlensäurewerk Hölle. Im Jahre 1928 wurde erstmals auch Limonade, damals Brause genannt, produziert. Die Herstellung von Getränken wurde erheblich ausgebaut. Schon vor dem Zweiten Weltkrieg wurden jährlich 400.000 Getränkeflaschen abgefüllt.
Durch die Deutsche Teilung gingen dem Unternehmen 80 % seiner Kunden verloren. Seit 1980 sind die Anlagen auf 4,5 Hektar mit acht Hallen angewachsen, die Produktion wurde bis zum Jahre 1988 auf 20 Millionen Flaschen gesteigert. Die Wiedervereinigung erlaubte es, den Absatz mehr als zu verdoppeln, Anfang der 1990er-Jahre wurden über 50 Millionen Flaschen abgefüllt. Heute wird das Mineralwasser unter der Bezeichnung HöllenSprudel von der Brunnenverwaltung der Firma Kohlensäurewerk Hölle Dr. Fritz Wiede GmbH & Co. in zwei modernen Anlagen von 99 Mitarbeitern (davon 35 bei HöllenSprudel und 64 bei Frankenwald Mineralbrunnen) abgefüllt und vermarktet. Die beiden Anlagen besitzen eine Stundenleistung von 36.000 und 44.000 Flaschen mit einem Jahresausstoß von jährlich 70 Millionen Flaschen. Auch Deit-Erfrischungsgetränke werden mit Höllensprudel hergestellt. Höllensprudel wird vor allem in Nordbayern, Sachsen und Thüringen sowie in einigen Ballungszentren vertrieben. In Höhe des Wehres trat bis 1950 die Hubertusquelle aus einer Erdspalte am Selbitzufer. Auch diese Mineralquelle war wie die beiden Quellen in Hölle ein kohlensäurehaltiger Säuerling. Die Kohlensäureproduktion hat die Firma mittlerweile eingestellt.

## Vitriolwerk

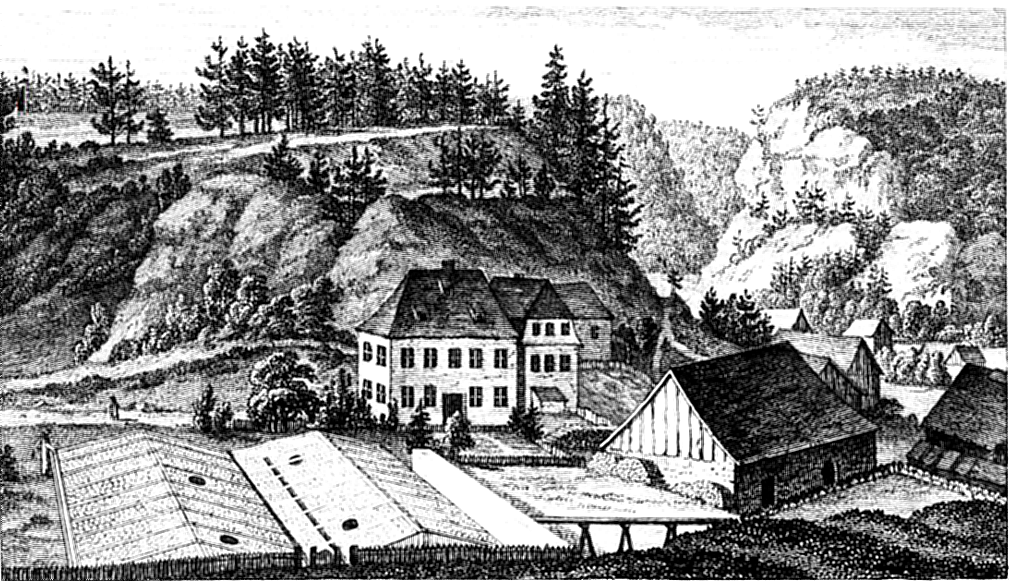
Vitriolwerk im Höllental (1797)

Am südlichen Eingang des Höllentals in der Ansiedlung Hölle produzierte ein Vitriolwerk aus verwitterten, schwefelkieshaltigen Schiefern Kupfer- und Eisensulfate, sogenannte Vitriole, die zum Färben, Gerben und für medizinische Zwecke Verwendung fanden. Im Jahre 1624 wurde zwischen der Markgräfin Elisabeth Sophie und dem Bergwerks- und Hüttenbesitzer Valentin Pfretzschner ein Vertrag über die Anlegung eines Hammerwerkes in der „Höll bei Lichtenberg“ abgeschlossen. Pfretzschner besaß zwischen 1602 und 1638 im Frankenwald mit Schwerpunkt um das heutige Bad Lobenstein mehrere Bergwerke, bei Gräfenwarth konnte er Gold gewinnen. Sein Enkel, der Leipziger Kaufmann Johann Otto Rücker, begründete 1712 auf dem Grundstück des Hammerwerks eine Vitriolfabrik, die von seinem Sohn Georg Gottfried Rücker weitergeführt wurde. Der brandenburg-kulmbachische Kammerrat und Bergdirektor Georg Gottfried Rücker unterhielt etliche Bergwerke. Im Jahre 1756 wurde das Werk an den Bergmeister Löwel und zwei Schaller-Brüder verpachtet und brannte um 1793 nieder. Bis zu diesem Zeitpunkt wurden jährlich 500 bis 600 Fass Vitriol produziert, die in drei Pfannen gesotten wurden. Ab 1804 gehörte das Höller Vitriol- und Alaunwerk mit seinen vier Arbeitern dem Kommerzienrat Ernst Abraham Löwel (1746–1801) zu Unterklingensporn, der in dritter Generation nach Abraham Löwel im Bergwerksunternehmer tätig war. Die Qualität der Produktion der Höller Vitriolhütte wurde durch einen hohen Eisenanteil mit einem Adler bewertet und galt im Gegensatz zum mit vier Adlern bewerteten Salzburger Vitriol, das einen höheren Kupferanteil besitzt und sich zum Färben besser eignete, als minderwertig. Als letzte Betreiber der Hütte sind für die Jahre 1831 bis 1834 die Brüder Loewel zu Marxgrün und der Mitbesitzer Ernst Müller aus Hölle bekannt, der Betrieb wurde spätestens Mitte des 19. Jahrhunderts eingestellt.

## Höllentalbahn
Im Jahre 1887 wurde die Lokalbahnstrecke der Königlich Bayerischen Staats-Eisenbahnen von Hof über Selbitz und Naila nach Marxgrün eröffnet und 1898 nach Bad Steben verlängert. Bereits 1897 erhielt Blankenstein durch die Strecke über Lobenstein nach Triptis einen Bahnanschluss. Durch die Industrialisierung des Frankenwaldes, insbesondere durch Wiedes Papierfabrik Rosenthal, kam eine Erweiterung der Strecke durch das Höllental bis nach Marxgrün in Betracht. Diese wurde von Anton Wiede gefordert, da bislang das Papier für den süddeutschen Raum bis nach Hof auf Pferdewagen gebracht werden musste. Per Staatsvertrag beschlossen Bayern und Preußen den Lückenschluss zwischen Marxgrün und Blankenstein, in den Jahren 1900 und 1901 wurde von 250 Arbeitern die 6,3 km lange Höllentalbahn von Marxgrün über Hölle, durch das Tal und über Blechschmidtenhammer nach Blankenstein mit drei großen Steinbogenbrücken und einer Stahlbrücke, sowie dem 35 m langen Kanzelfelstunnel und dem 160 m langen Kesselfelstunnel, gebaut. Im Höllental wurde in zwei Steinbrüchen Diabas als Baumaterial gebrochen. Am 14. August 1901 fuhr der erste Zug durchs Höllental. Im April 1945 fuhr der letzte durchgehende Zug auf der Höllentalbahn. Die Grenzziehung bedeutete das Aus für die Verbindung zwischen Bayern und Thüringen. 1971 endete der Güterverkehr nach Blechschmidtenhammer auf der bayerischen Seite. Rund zehn Jahre später ließ die Bundesbahn die Gleise im Höllental herausreißen. Das alte Bahnhofsgebäude in Blechschmidtenhammer blieb erhalten und wurde zu einem Infozentrum des Naturparks Frankenwald ausgebaut. Eine Reaktivierung der Strecke wird angestrebt. Der Haltepunkt Höllenthal an der Bahnstrecke Hof–Bad Steben ist nach dem Tal benannt. Im Namen ist die alte Schreibweise des Talnamens erhalten geblieben.

Höllentalbahn
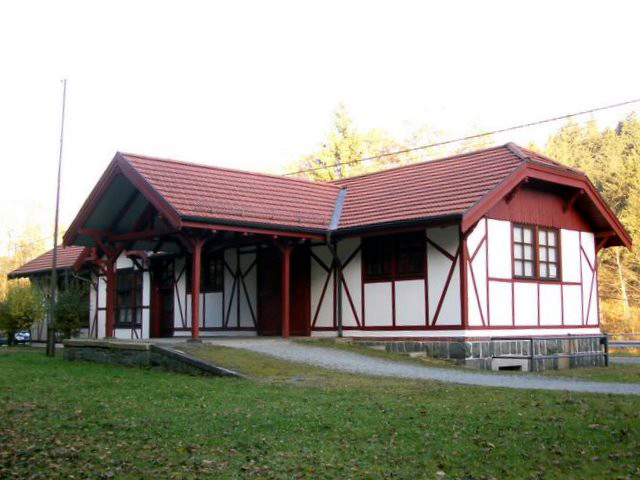
Ehemaliger Bahnhof Lichtenberg / Ofr.
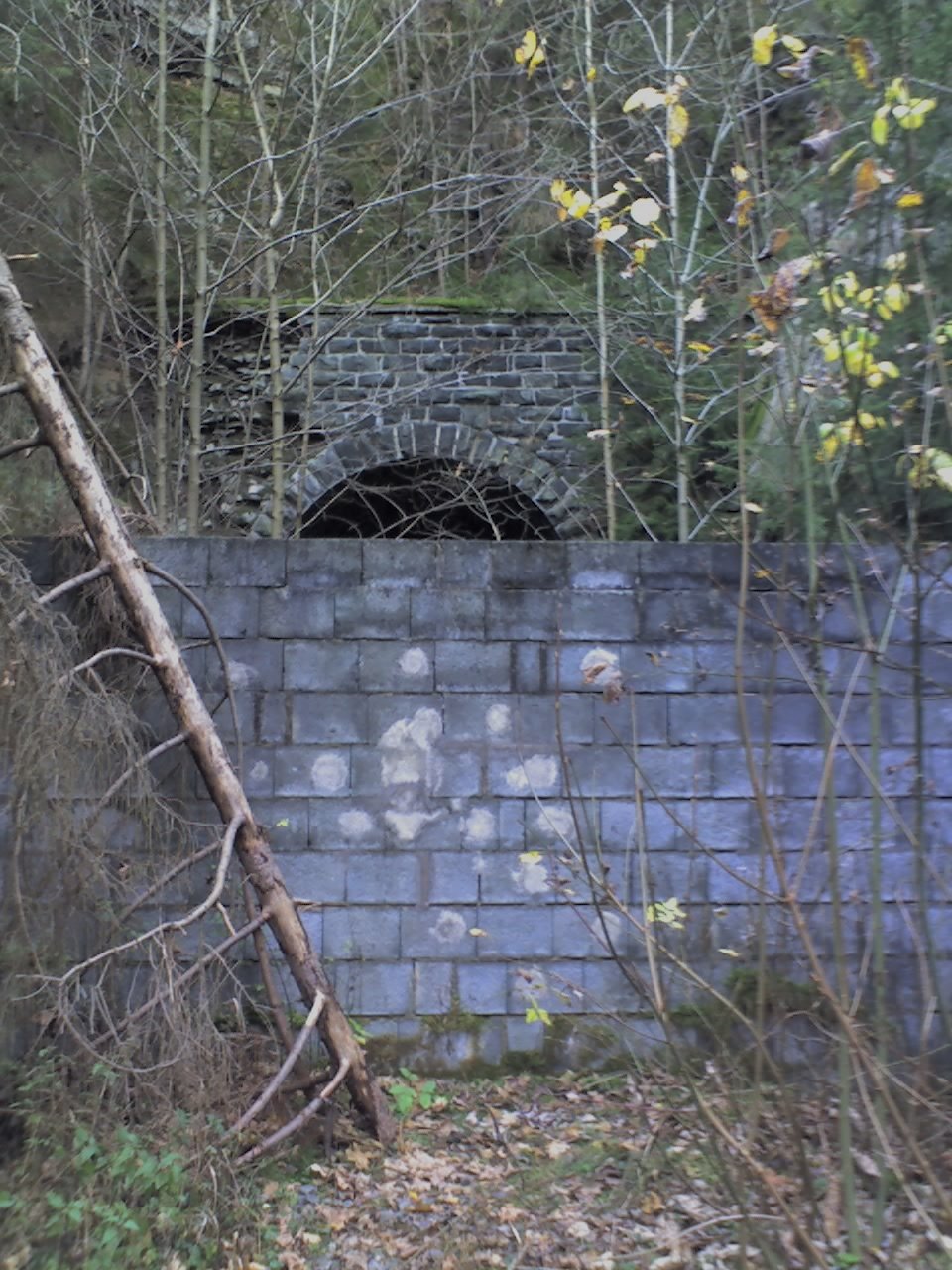
Kesselfelstunnel
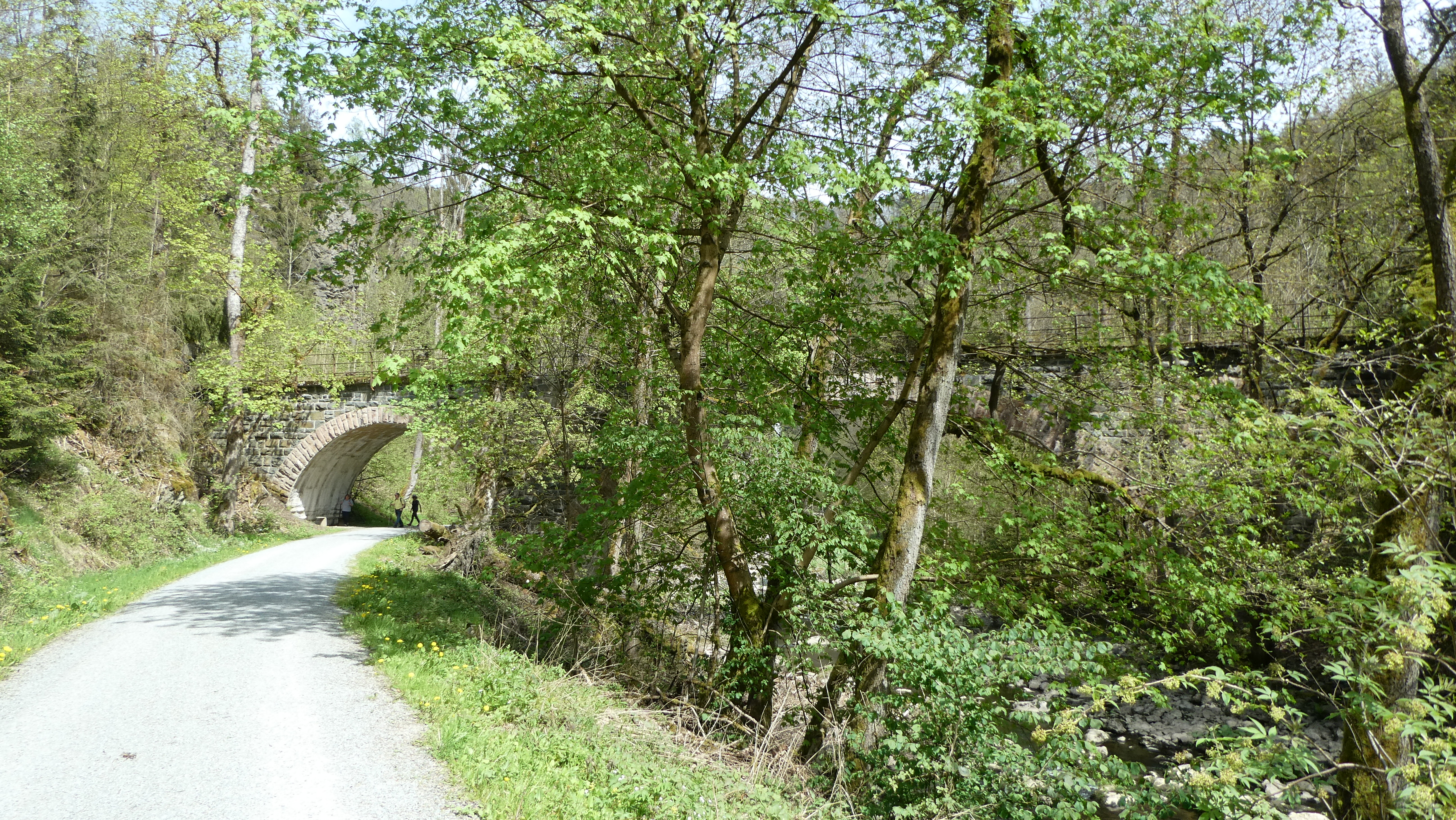
Selbitzviadukt im Höllental
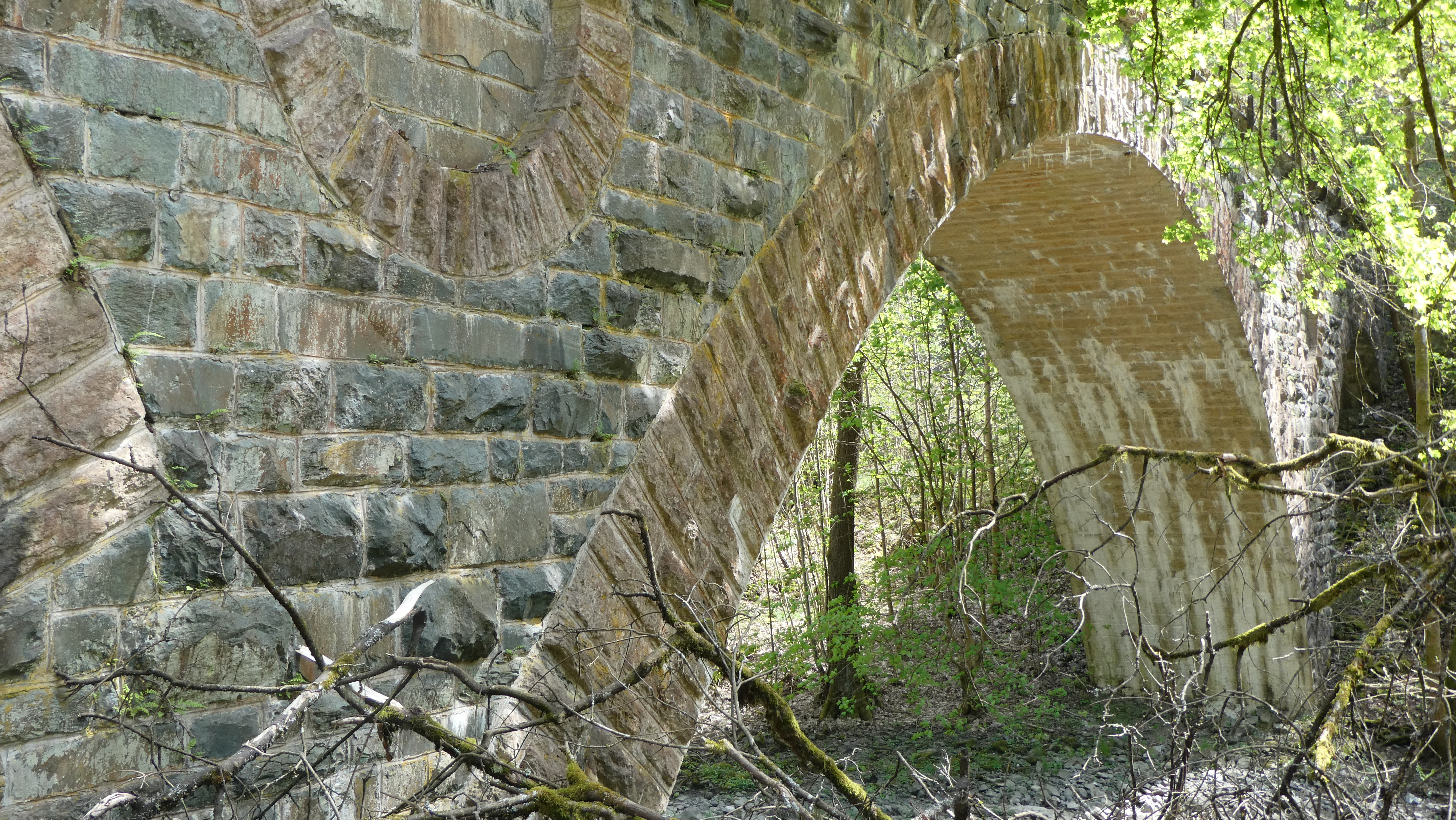
Diabas-Gestein des Selbitzviadukt
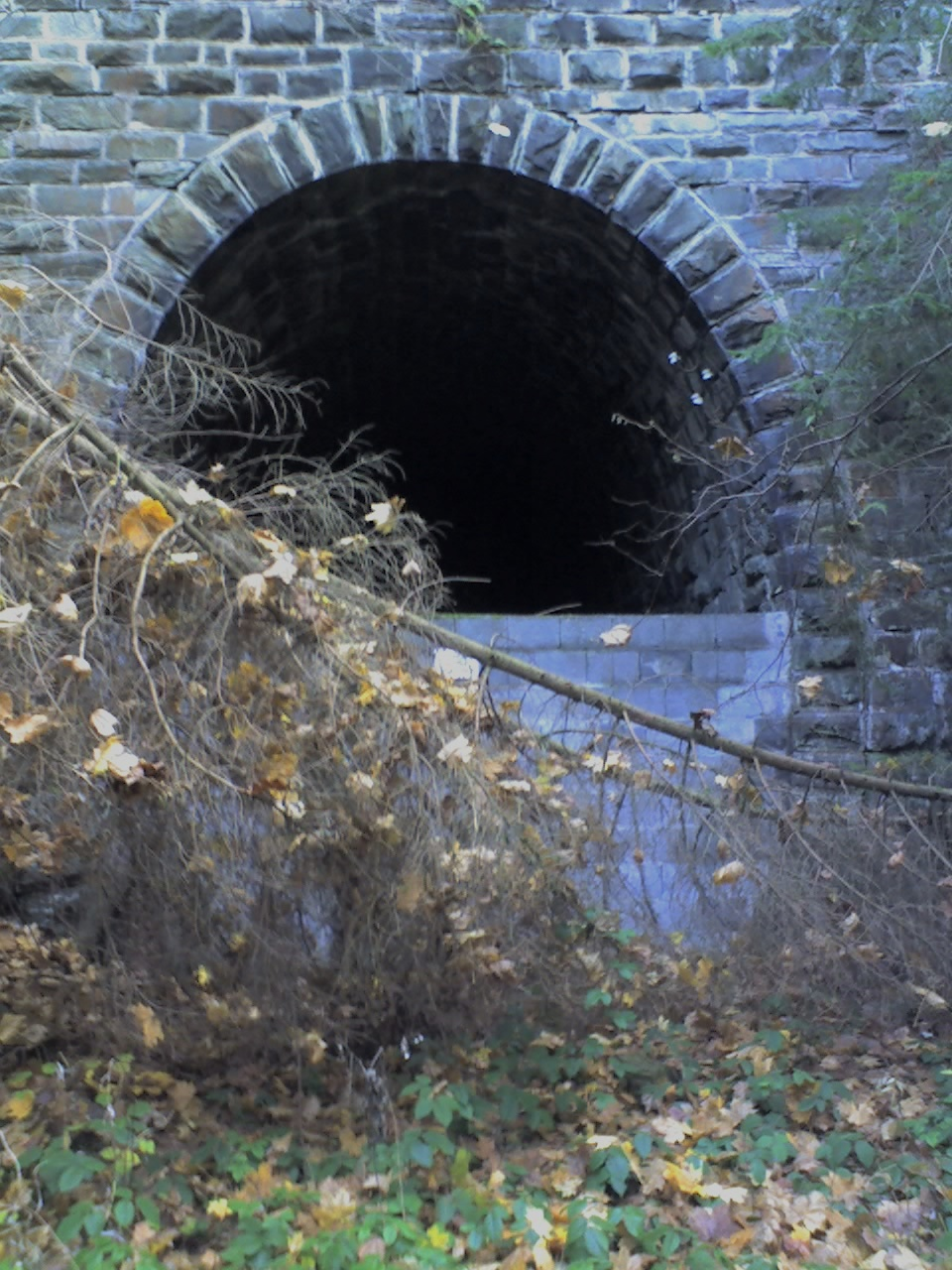
Kanzelfelstunnel

## Sehenswürdigkeiten
- Alter Steinbruch: Ende des 19. Jahrhunderts wurde Diabas zum Bau der Höllentalbahn für Bahndammstützmauern, Eisenbahnbrücken und Tunnelausmauerungen abgebaut. in zweiter Steinbruch befindet sich im oberen Höllental kurz vor dem Ende des Talweges.
- Aussichtspunkt König David, hoch über dem Tal gelegen, in der Nähe des Hirschsprungs.
- Eisenbahnbrücke Selbitz-Viadukt am km 64 (von 68) der Fränkischen Höllentalbahn zwischen Kanzelfels- und Kesselbergtunnel beim Kraftwerk. Erbaut 1895, 65 m lange und fünf Meter breite Natursteinbogenbrücke mit drei Bögen, eingleisig.
- Informationszentrum des Naturparks Frankenwald im Bahnhof Lichtenberg (Ofr) am Talausgang.
- Kraftwerk mit Wasserturm am Ende des Röhrensteiges, Wasserfontäne und Betriebsgebäude im Schweizerstil.
- Jungfernsteg: 1886 erbaute Holzbrücke über die Selbitz mit einem Pavillon zum Rasten und Blick zum Hirschen auf dem Großen Hirschsprung. Es ist der erste, von Anton Wiede geschaffene Übergang über die Selbitz.
- Felsspitze Hirschsprung, hoch über dem Tal gelegen mit hölzernem Hirsch; der Sage nach haben sich an dieser Stelle mehrfach in die Enge getriebene Hirsche durch einen Sprung ins Tal zu retten versucht.[9] Der Hirsch wurde im Januar 2024 aus seiner Verankerung gerissen und in die Tiefe gestürzt (Vandalismus), eine Wiederherstellung unter Zuhilfenahme von Spenden ist geplant.[10]
- Schaubergwerk Friedrich-Wilhelm-Stollen am Talausgang
- Selbitzmühle und Selbitzbrücke am Talausgang in Hölle: 1770 betrug der Brückenzoll in Hölle einen Kreuzer pro „Anspann“. Von der Brücke aus sieht man nach Norden den Beginn des schluchtartigen Höllentals. Kurz oberhalb der Selbitzbrücke fließen von Osten und Westen der Issigaubach und der Stebenbach in die Selbitz. Das Mühlrad an der alten Schneidmühle zeigt die Nutzung der Wasserkraft in früheren Jahrhunderten.[5]
- Stauwehr am Beginn des Röhrensteiges für das Kraftwerk.
- Teufelssteg: Die Holzbrücke brach bereits am 16. Juni 1931 unter der Last einer Schulklasse zusammen und wurde 1971 und 1987 nach altersbedingten Schäden renoviert. Durch Sturmschäden am 8. Juli 1996 und zuletzt am 1. März 2008 bei dem Orkan Emma wurde der Steg vollständig zerstört und für 82.000 Euro wieder aufgebaut.[11]

Höllental im Frankenwald
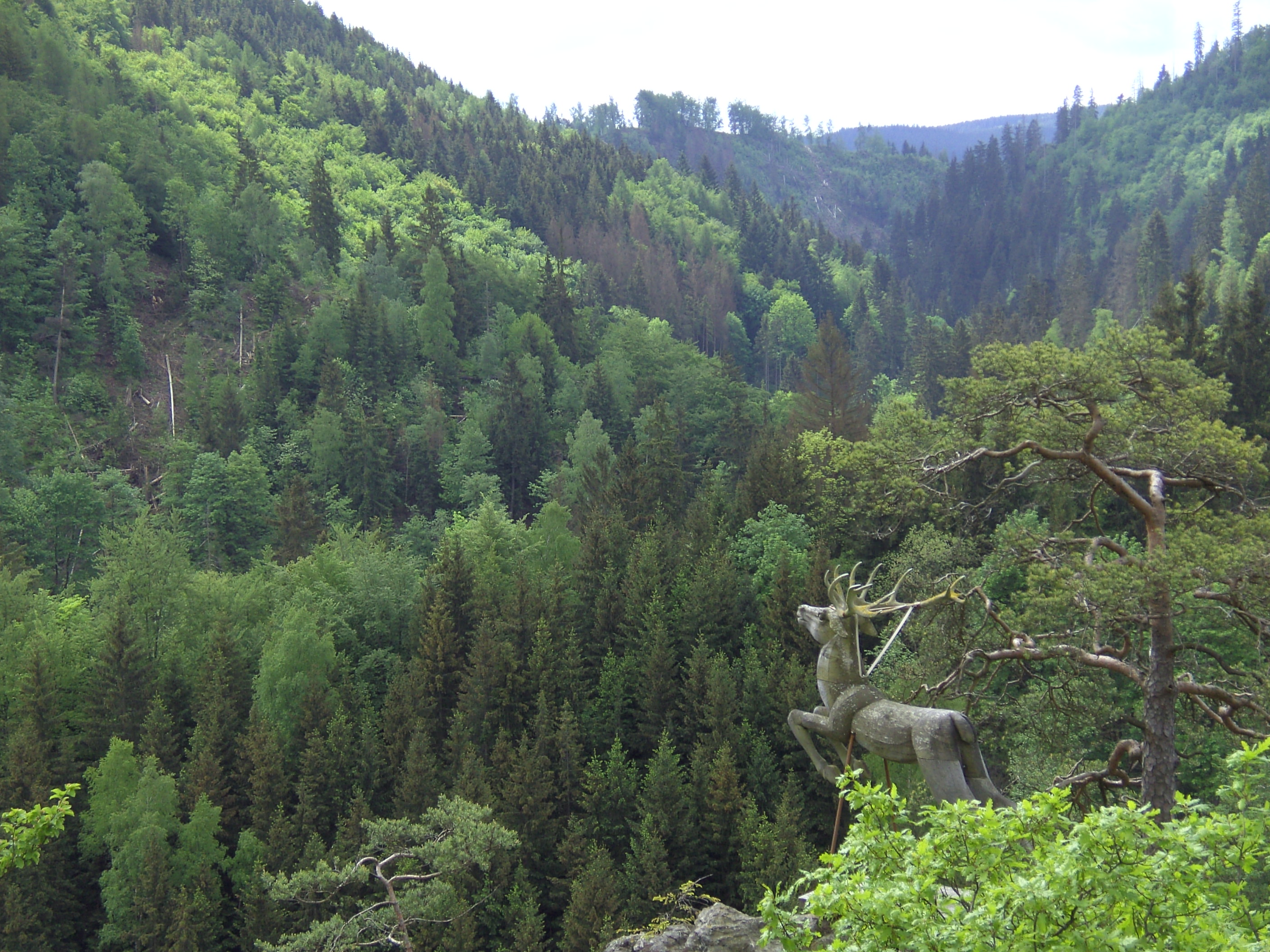
Blick in das Höllental
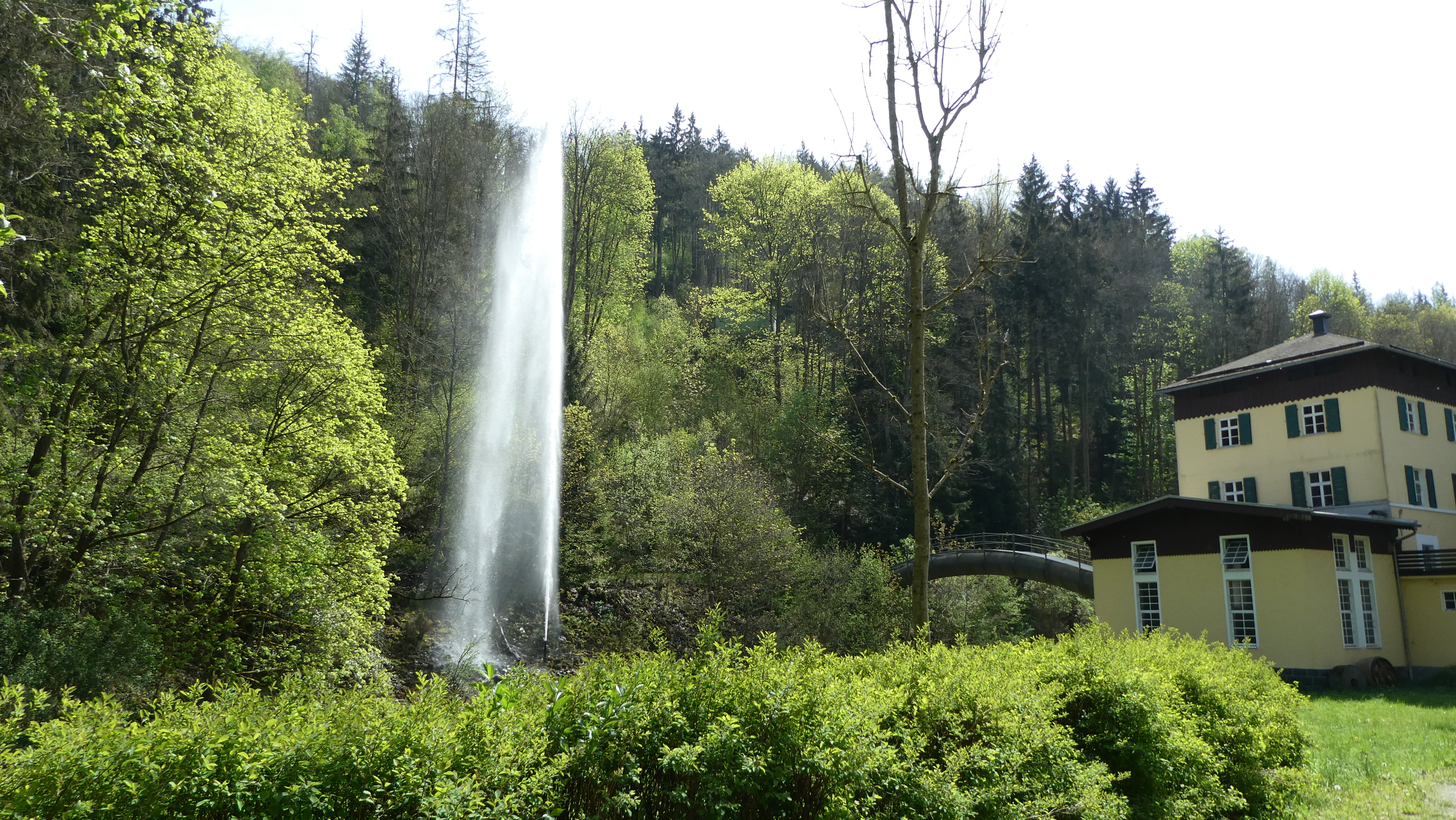
Kraftwerk mit Wasserfontäne
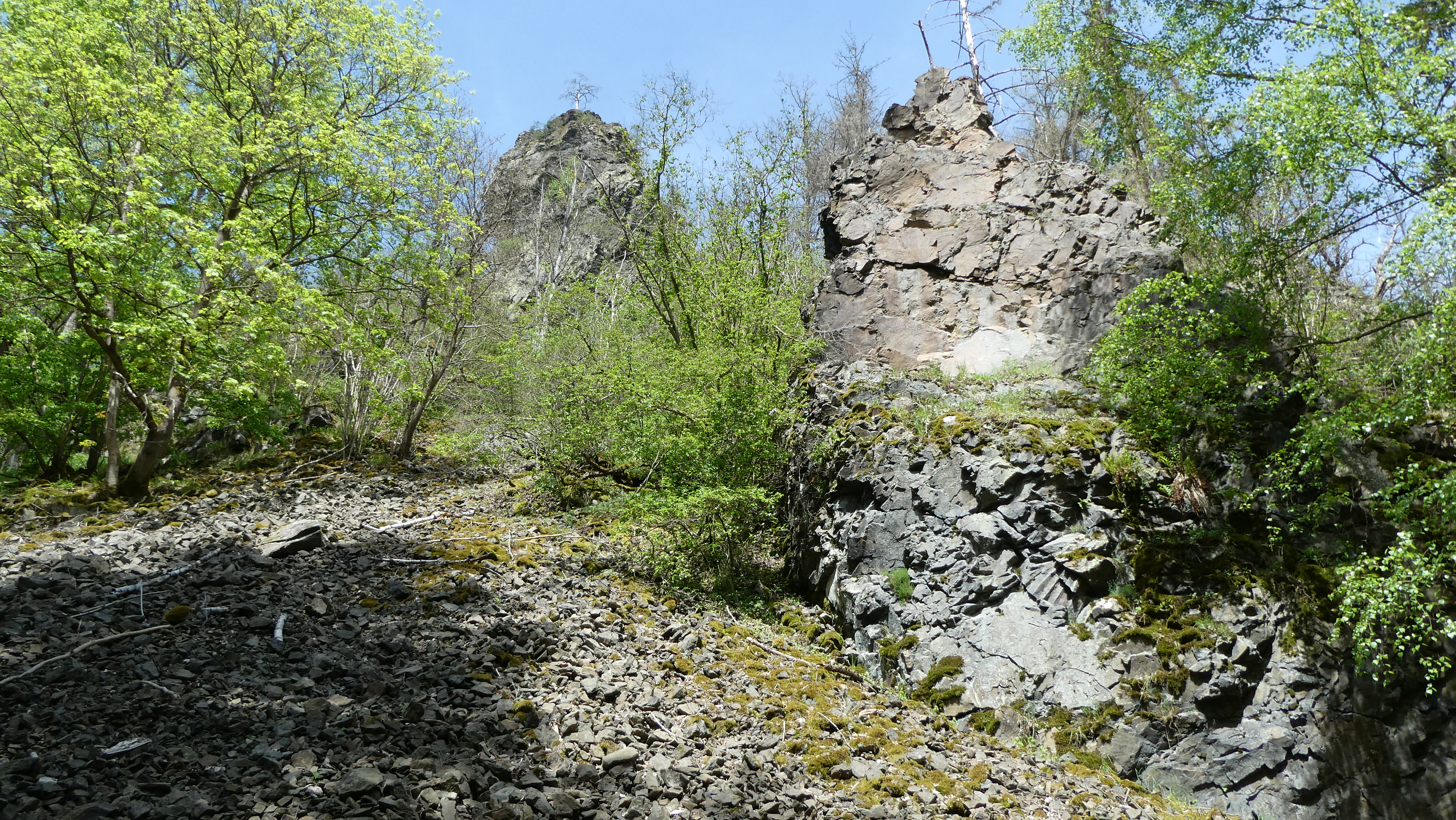
Hirschsprung über Diabas-Felsenmeer
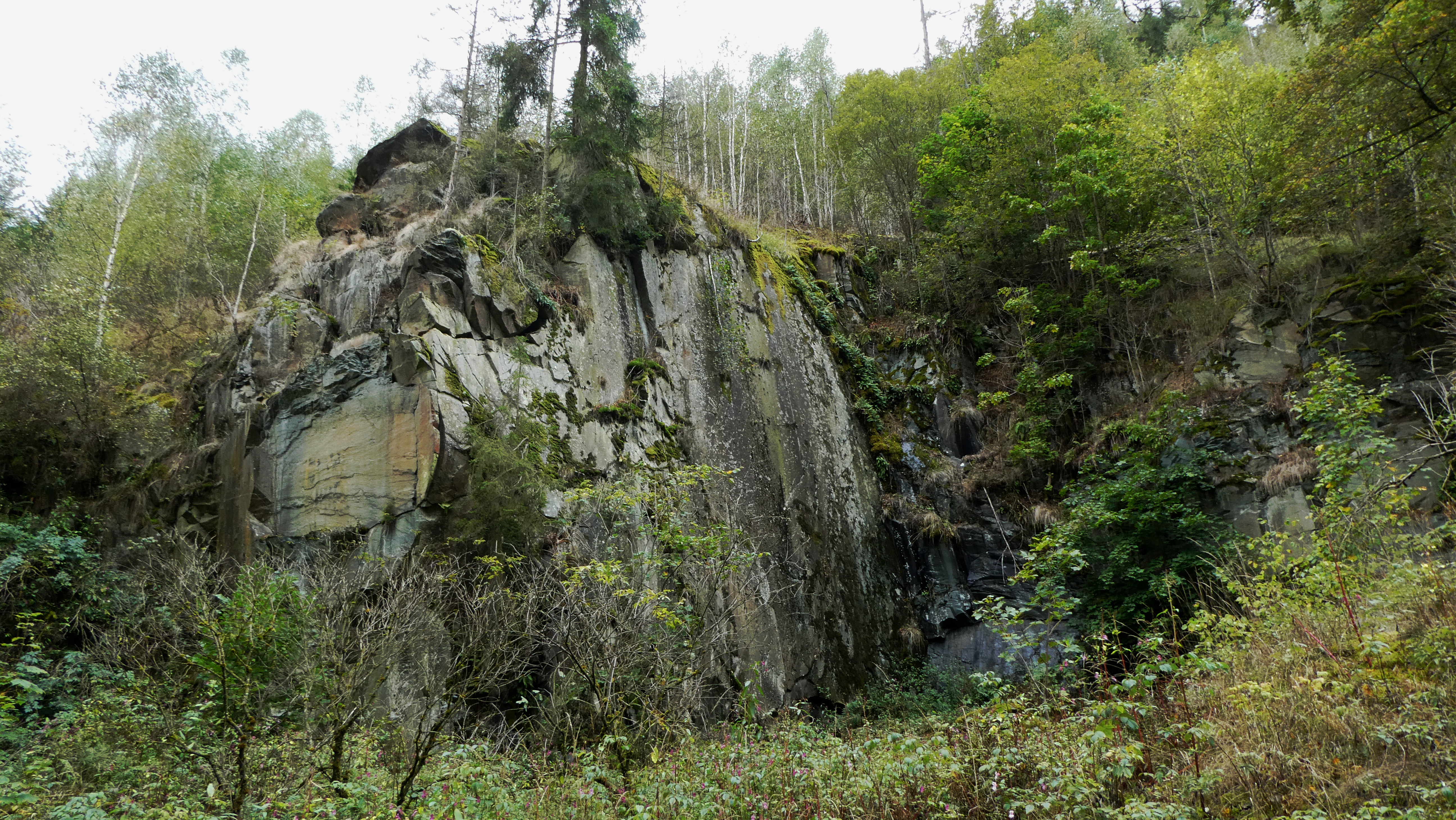
Alter Steinbruch
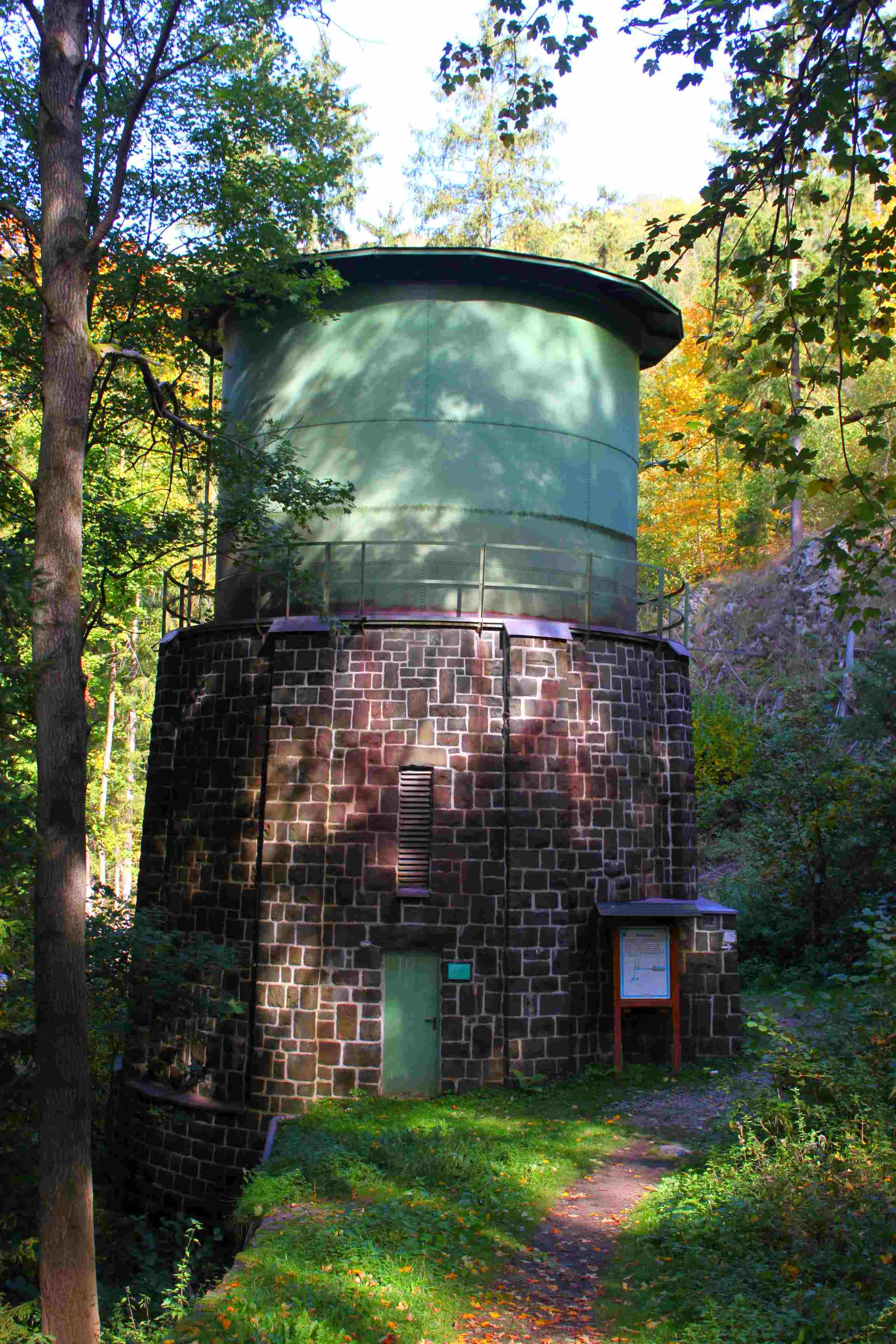
Wasserturm im Höllental
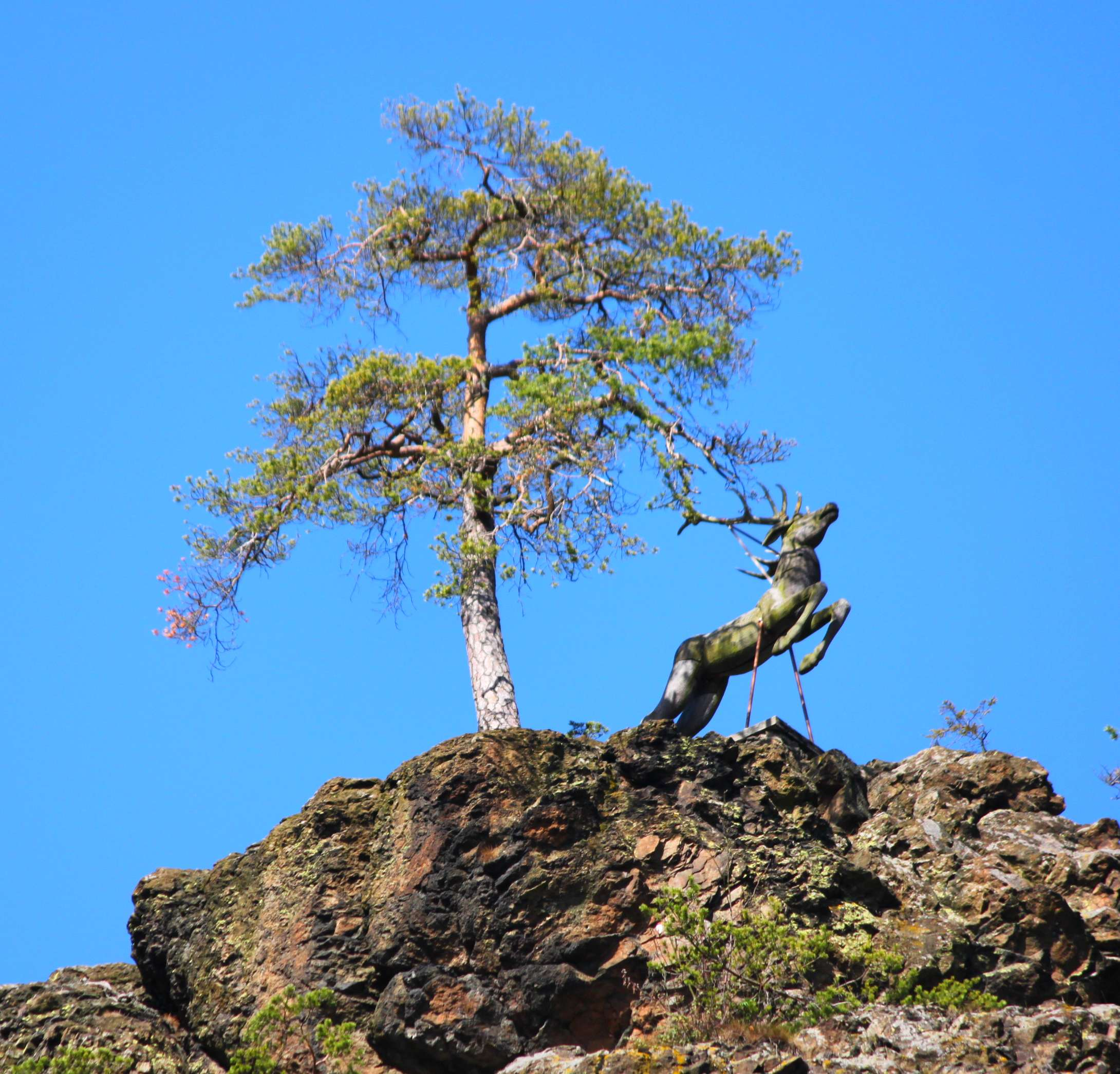
Hirschsprungfelsen
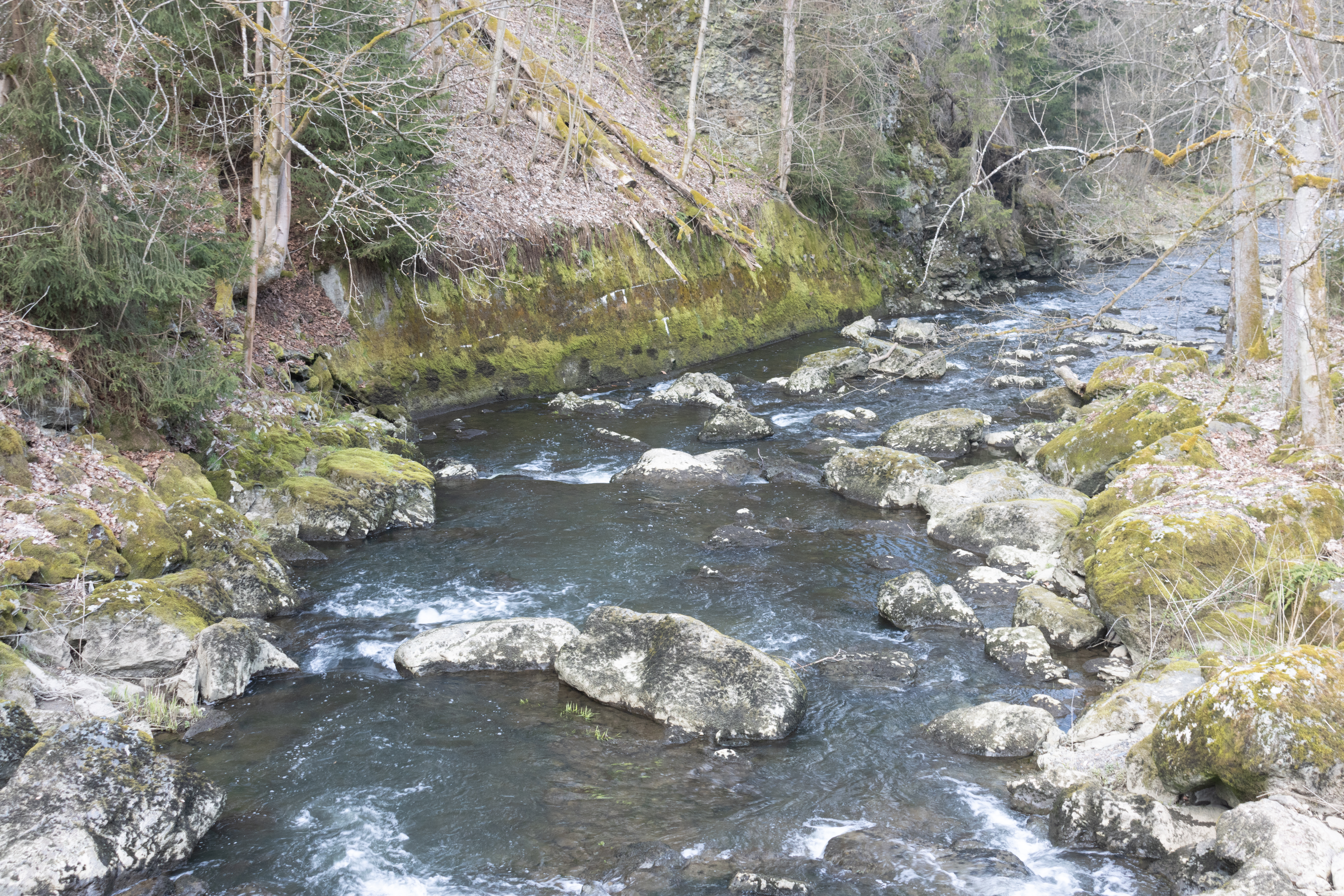
Flusslauf der Selbitz
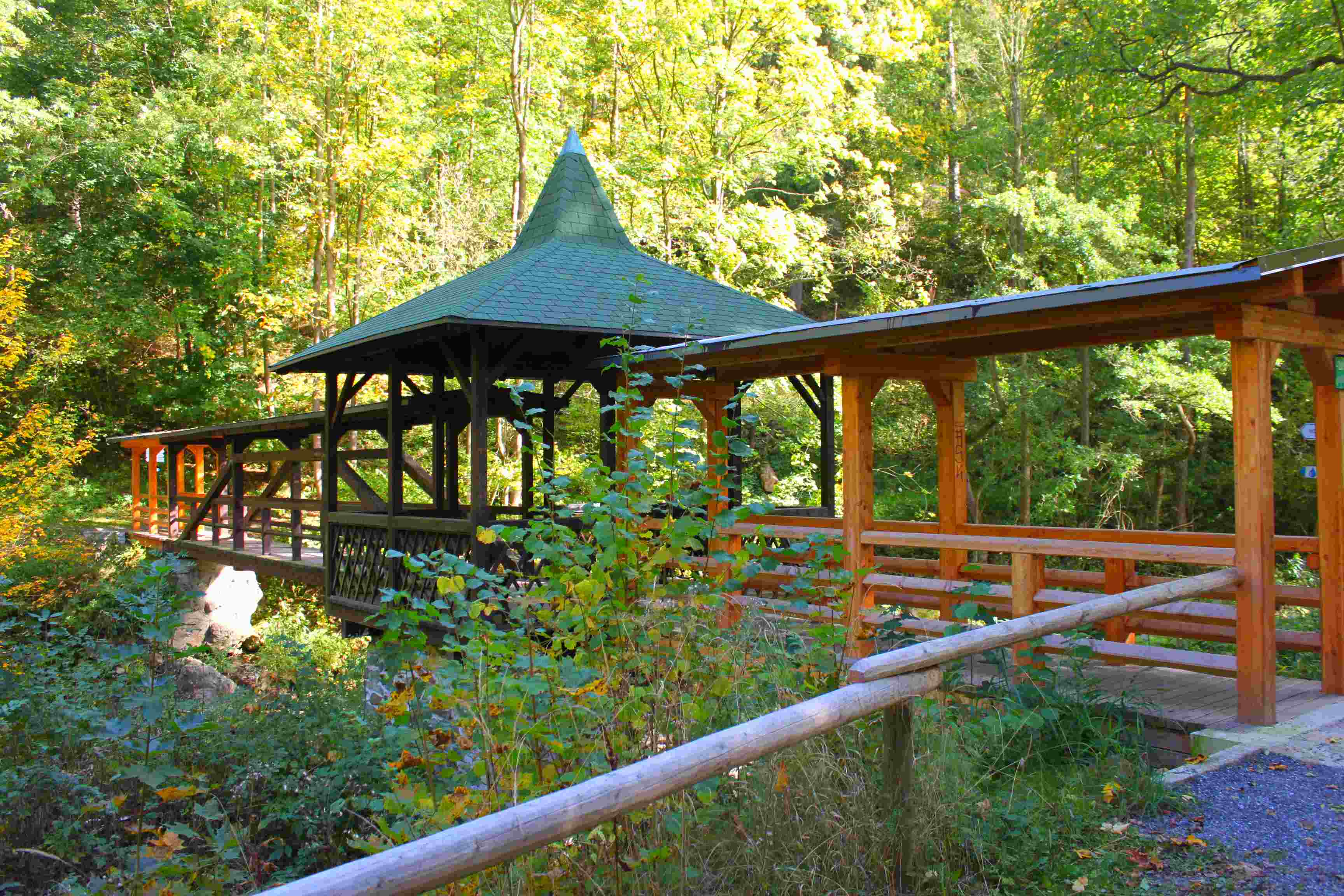
Jungfernsteg
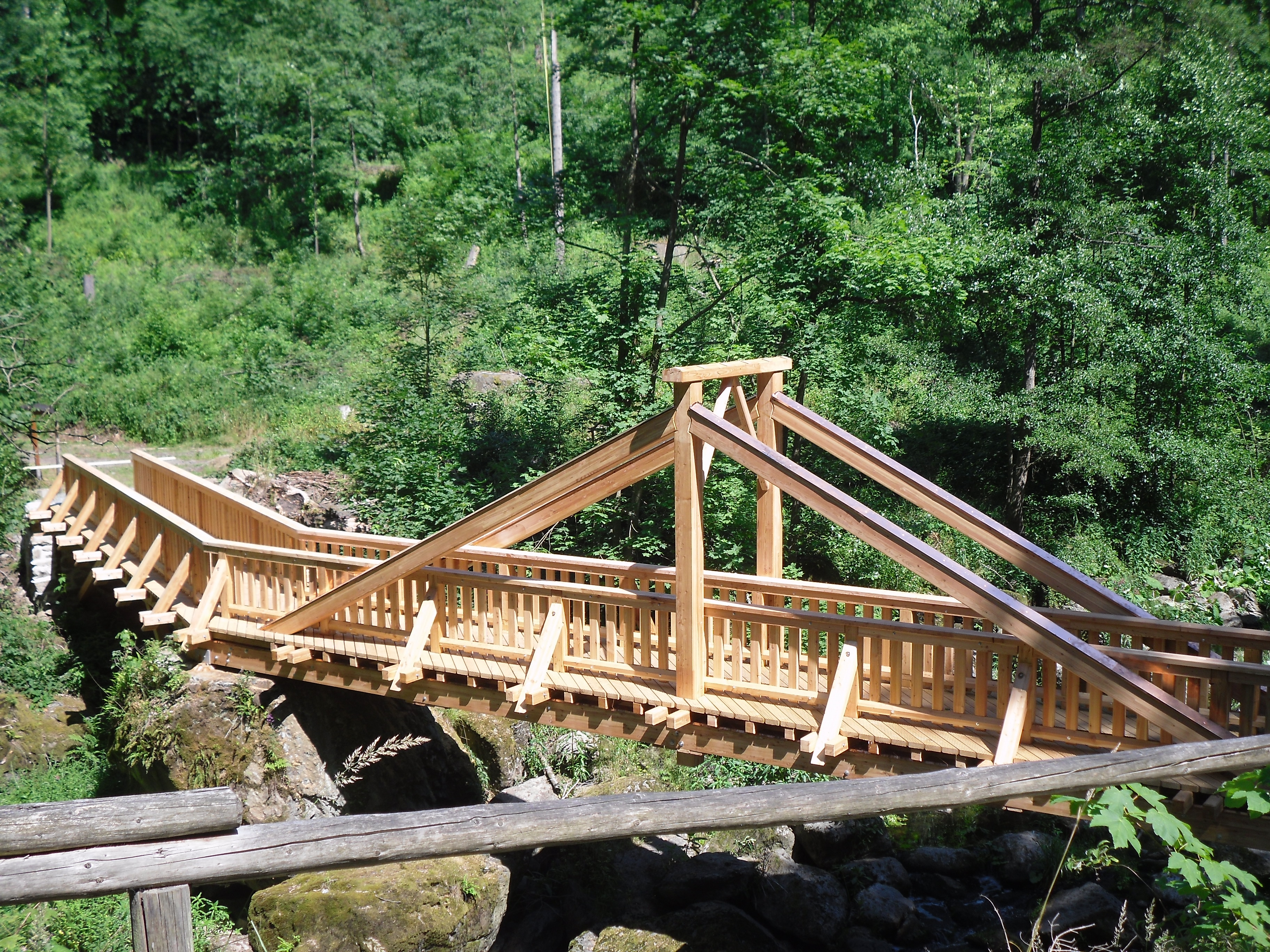
Teufelssteg

## Projekt Frankenwaldbrücken
Das Projekt Frankenwaldbrücken umfasst zwei Fußgängerbrücken: Die eigentliche
- Höllentalbrücke, die das Höllental auf Höhe des Kraftwerkes überspannt und die zweite
- Lohbachtalbrücke, die die Anbindung der ersten Brücke an die Höllentalstadt Lichtenberg herstellt.

Die Projektidee wurde um 2015 entwickelt, die Planungen für die Umsetzung laufen.

## Trivia
Im kleinen Ort Hölle, der für seinen Mineralbrunnen bekannt ist, beginnt an einem Parkplatz ein Wanderweg durch das wildromantische Höllental. In der Nähe der Quelle des Höllensprudels soll einer Sage nach der Teufel aus der Hölle zu den Menschen aufsteigen können.
Die Bahnstrecke Triptis–Marxgrün wurde von Adolf Hitlers Sonderzug von Berlin nach Berchtesgaden regelmäßig genutzt. Tagsüber wurde der Zug im Kesselbergtunnel im Höllental bombensicher abgestellt, aus Sicherheitsgründen wurde nur nachts gefahren.